# 川口貿易
川口貿易株式会社（かわぐちぼうえき、英: KAWAGUCHI TRADING Co.,Ltd.）は、かつて存在した東京都江戸川区に本社を置く輸入食料品を専門に取り扱う日本の商社である。

## 会社概要
世界各国で取り扱われているジャムやはちみつなど、主に瓶詰・缶詰などの食品を輸入販売している。特にスペイン産の「ヘリオスフルーツジャム」などは紀ノ国屋やカルディ・コーヒーファームなどの輸入食料品店でよく扱われている。
「世界一臭い食品」の異名を持つことで知られるスウェーデン産のニシンの缶詰「シュールストレミング」を扱っていた事がある（現在は終了）。なお、シュールストレミングは相当な悪臭を放つ食品であるため、当初から数量に制限を課したうえで、国内で流通・販売されている。